# 遊離炭素
遊離炭素（ゆうりたんそ、英: free carbon）とは物質が燃焼などの化学反応を起こしたときに余った炭素原子が単体で存在している状態である。
この炭素は反応性が高く周囲の物質と化学反応を起こして安定した状態になろうとする。

## 火薬学
火薬の燃焼などによって大量の高温ガスとして遊離炭素が発生した場合では空気中の酸素と結合して激しく燃焼することで二次火炎を発生させる。銃を発射した瞬間に銃口の前で激しく光る発射炎は、この二次火炎による光が大半を占めている。
遊離炭素は完全燃焼しにくいため有害な一酸化炭素を大量発生させる。火薬を爆発させる場合には遊離炭素の発生を抑えるように酸素バランスの適正化を計る必要がある。